# Episodi di The Drew Carey Show (seconda stagione)
La seconda stagione della serie televisiva The Drew Carey Show è stata trasmessa in anteprima negli Stati Uniti d'America dalla ABC tra il 18 settembre 1996 e il 14 maggio 1997.
| nº | Titolo originale                                  | Titolo italiano | Prima TV USA      | Prima TV Italia |
| -- | ------------------------------------------------- | --------------- | ----------------- | --------------- |
| 1  | We'll Remember Always, Evaluation Day             |                 | 18 settembre 1996 | inedito         |
| 2  | Something Wick This Way Comes                     |                 | 25 settembre 1996 | inedito         |
| 3  | Break It Up, Break It Up                          |                 | 2 ottobre 1996    | inedito         |
| 4  | The Bully You Know                                |                 | 16 ottobre 1996   | inedito         |
| 5  | The Devil, You Say                                |                 | 30 ottobre 1996   | inedito         |
| 6  | The Day the Music Died                            |                 | 6 novembre 1996   | inedito         |
| 7  | What the Zoning Inspector Saw                     |                 | 13 novembre 1996  | inedito         |
| 8  | Drew's the Other Man                              |                 | 20 novembre 1996  | inedito         |
| 9  | Mimi's Day Parade                                 |                 | 27 novembre 1996  | inedito         |
| 10 | It's Your Party and I'll Crash If I Want To       |                 | 4 dicembre 1996   | inedito         |
| 11 | Lisa Gets Married                                 |                 | 18 dicembre 1996  | inedito         |
| 12 | They're Back                                      |                 | 8 gennaio 1997    | inedito         |
| 13 | Hello/Goodbye                                     |                 | 15 gennaio 1997   | inedito         |
| 14 | Drewstock                                         |                 | 29 gennaio 1997   | inedito         |
| 15 | Drew Blows His Promotion                          |                 | 5 febbraio 1997   | inedito         |
| 16 | Check Out Drew's Old Flame                        |                 | 12 febbraio 1997  | inedito         |
| 17 | See Drew Run                                      |                 | 19 febbraio 1997  | inedito         |
| 18 | Drew Gets Married                                 |                 | 26 febbraio 1997  | inedito         |
| 19 | Man's Best Same Sex Companion                     |                 | 5 marzo 1997      | inedito         |
| 20 | Two Drews and the Queen of Poland Walk Into a Bar |                 | 19 marzo 1997     | inedito         |
| 21 | Cap-Beer-Cino                                     |                 | 2 aprile 1997     | inedito         |
| 22 | Drew vs. Mimi: Part 2                             |                 | 30 aprile 1997    | inedito         |
| 23 | Win a Date with Kate                              |                 | 7 maggio 1997     | inedito         |
| 24 | New York and Queens                               |                 | 14 maggio 1997    | inedito         |